# Tramlijn 2 (Utrecht)

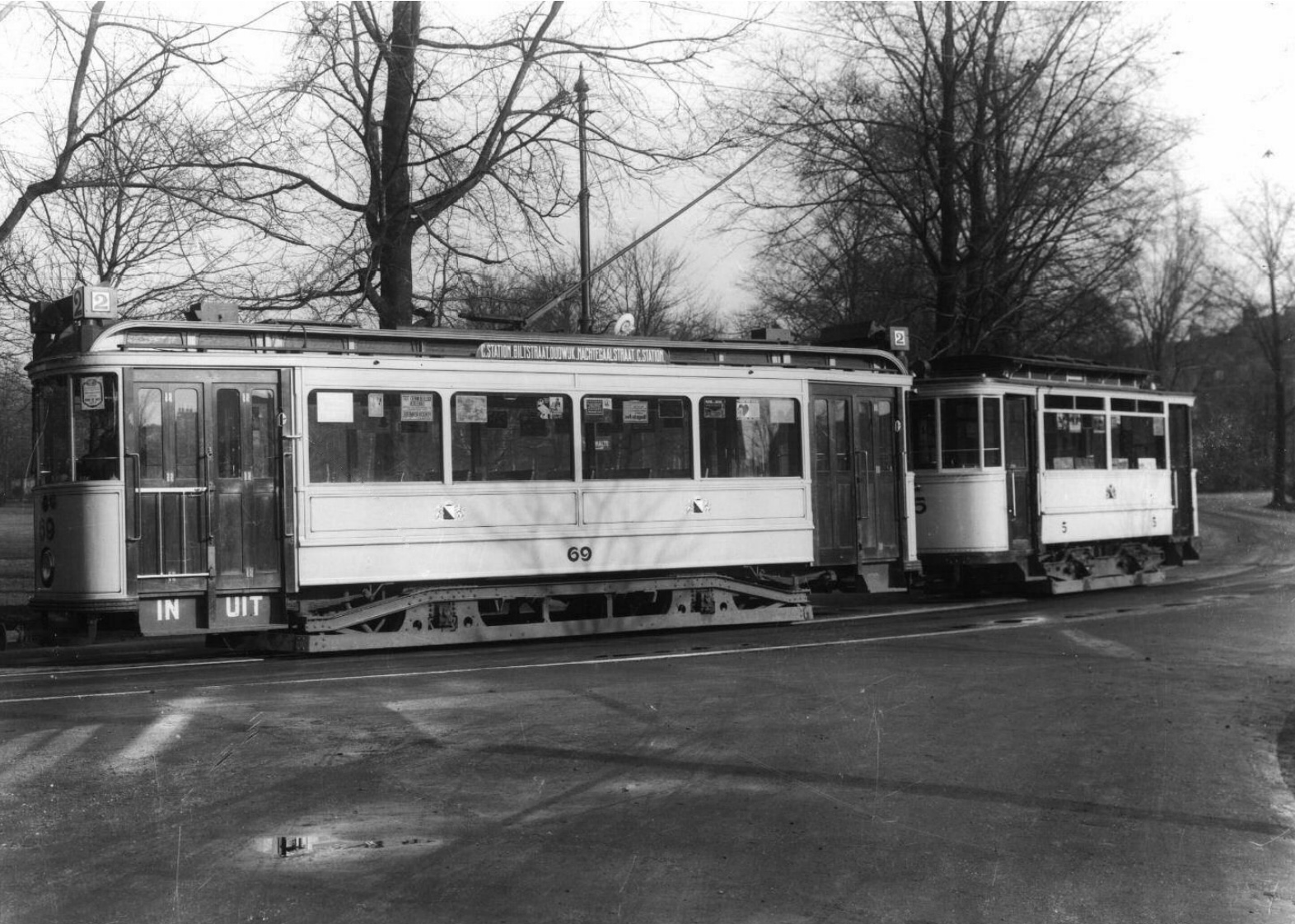
Een tram en bijwagen van lijn 2 in 1927.

Tramlijn 2 is een voormalige tramlijn van de Gemeentetram Utrecht. Het eerste gedeelte van de lijn werd geopend op 16 juni 1907. Het laatste gedeelte van de tramlijn werd opgeheven op 1 oktober 1938.
De eerste lijn liep vanaf het station via de route van lijn 1 via het Ledig Erf naar Oudwijk. De tweede lijn, vanaf 17 oktober 1908, liep van het station via de Mariaplaats, het Domplein, de Nobelstraat naar Oudwijk.

## Dienstuitvoering
| Datum       | Maandag - zaterdag | Zondag                                                            |
| ----------- | --- | ----------------------------------------------------------------- |
| 15 mei 1938 | 2A: Eerste rit 6:50. Overdag elke 7 min. tot 20u. 's Avonds tot 23u elke 8 min. Dan elke 12 min. Laatste rit 0:10 2B: Eerste rit 7:05. Overdag elke 7 min. tot 20u. 's Avonds tot 23u elke 8 min. Dan elke 12 min. Laatste rit 0:10 | 2A: Van 8 tot 23u elke 8 minuten 2B: Van 8 tot 23u elke 8 minuten |